# Fine Line Features
Fine Line Features war eine US-amerikanische Produktionsfirma. Sie bestand von 1990 bis 2005 als Marke, Abteilung oder Tochtergesellschaft (Arthaus-Label) von New Line Cinema. Schwerpunkt von Fine Line Features war der US-Vertrieb von ausländischen Filmen und ferner auch die Koproduktion einzelner Filme. Sie galt als „diejenige Division, die sich der riskanteren 'Low Budget'-Produktionen annimmt, die für hollywood'sche Verhältnisse recht hohen künstlerisch-experimentellen Anspruch haben.“
Vorsitzender war Mark Odersky. Senior Vizepräsidentin für europäische Produktionen war Ileen Maisel.

## Filme
- An Affair of Love
- All Over Me
- American Splendor
- Beziehungen und andere Katastrophen
- Before Night Falls
- Besieged – Shandurai und der Klavierspieler
- The Bridge of San Luis Rey
- Carried Away – In den Fängen der Sinnlichkeit
- Cherish
- Crash
- The Cup – Spiel der Götter – Als Buddha den Fußball entdeckte
- Dancer in the Dark
- Deconstructing Harry
- Double Happiness
- Elephant
- Feeling Minnesota
- The Filth and the Fury – Der Dreck und die Wut
- The Five Senses
- Roseanna’s Grave – Rosanna’s letzter Wille
- Frankie Starlight
- Gummo
- The Grass Harp – Die Grasharfe
- Head Above Water
- Hedwig and the Angry Inch
- Hoop Dreams
- Human Nature – Die Krone der Schöpfung
- Hurlyburly
- The Incredibly True Adventure of Two Girls in Love – Two girls in love
- The Invisible Circus
- Kansas City
- The Legend of 1900 – Die Legende vom Ozeanpianisten
- Let's Talk About Sex
- Little Odessa
- Love! Valor! Compassion!
- Die Liebenden des Polarkreises
- Man of the Century
- Maria Full of Grace
- Mother Night
- Nowhere
- Once Were Warriors
- Passion in the Desert
- Pecker
- Pie in the Sky
- Pink Flamingos
- The Quiet Room
- Ripley’s Game
- Eine sachliche Romanze (An Awfully Big Adventure)
- Saving Grace
- The Sea Inside
- Shine
- Simpatico
- State and Main
- Storytelling
- Das süße Jenseits (The Sweet Hereafter)
- Theory of Flight
- Total Eclipse – Die Affäre von Rimbaud und Verlaine
- Trick
- Trust – Blindes Vertrauen (Trust)
- Tumbleweeds
- Was ihr wollt (Twelfth Night)
- Vera Drake
- Wild Man Blues
- The Winter Guest
- The Year of the Yao